# Женска прича
„Женска прича” је југословенски ТВ филм први пут приказан 28. септембра 1987. године. Режирао га је Војислав Милашевић а сценарио је написала Ведрана Грисогоно Немеш.

## Улоге
| Глумац           | Улога          |
| ---------------- | -------------- |
| Дара Џокић       | Ана Перишић    |
| Предраг Ејдус    | Бранко Перишић |
| Мира Ступица     | Мајка          |
| Миралем Зупчевић |                |
| Владо Керошевић  |                |
| Хасија Борић     |                |
| Зијах Соколовић  |                |
| Љиљана Ђурић     |                |
| Ковиљка Шипка    |                |